# Soledad Mestre
María Soledad Mestre García (Madrid, 1 de diciembre de 1948-5 de abril de 2012) fue una jurista y política socialista española.

## Biografía
Nacida en Madrid el 1 de enero de 1948. Licenciada en Derecho, fue directora general de Relaciones con el Senado y de Relaciones con las Cortes en el Ministerio de la Presidencia, adjunta segunda al Defensor del Pueblo y vocal del Consejo General del Poder Judicial entre 1990 y 1995. 
Fue diputada por el Partido Socialista Obrero Español en la vi y vii legislaturas de la Asamblea de Madrid. Desempeñó el cargo de diputada autonómica entre junio de 2003 y mayo de 2006, cuando fue nombrada delegada del Gobierno en la Comunidad Autónoma de Madrid.
Asesora del Gabinete Técnico Jurídico del Grupo Parlamentario Socialista del Congreso de los Diputados, en 2009 fue designada por el Consejo de Ministros, embajadora en Misión Especial para Asuntos de Seguridad Interior de la Unión Europea.
María Soledad Mestre falleció el 5 de abril de 2012.